# Роберт Вільямс (вбитий роботом)
Роберт Ніколас Вільямс (англ. Robert Nicholas Williams; 2 травня 1953 — 25 січня 1979) працював у Мічиганському ливарному центрі Ford Motor Company. Відомий як перша людина, яку вбив робот. Вільямс загинув 25 січня 1979 року, в результаті інциденту з маніпулятором промислового робота.

## Смерть і судовий процес

Джо Кларк (червень 1973), новий ливарний завод Ford Motor Company у м. Флет-Рок. Знято для DOCUMERICA.

Вільямс був одним із трьох операторів п'ятиповерхової системи для доставки деталей, побудованої підрозділом Unit Handling Systems компанії Litton Industries. Система була розроблена, щоб діставати відлиті деталі з полиць щільного зберігання на заводі в місті Флет-Рок. До складу системи входили однотонні візки на гумових колесах, оснащені механічними маніпуляторами для переміщення деталей на полиці та з них. Одного разу, коли робот зчитав помилкові показники інвентаризації, Вільямса попросили піднятися на стелажі, щоб дістати деталі вручну. В тогочасній пресі також висували альтернативну версію: можливо, що робот діставав запчастини недостатньо швидко.
Коли Вільямс піднявся на третій рівень стелажів для зберігання, один з візків вдарив його в спину і розчавив. Смерть настала миттєво. Тіло пролежало на полиці 30 хвилин, після чого його виявили працівники, стурбовані зникненням свого колеги.
Родина Роберта Вільямса подала позов до суду на виробника робота, стверджуючи, що «компанія Litton Industries проявила недбалість при проектуванні, виготовленні та постачанні системи зберігання та не попередила [операторів системи] про передбачувану небезпеку під час роботи в зоні зберігання». В 1983 році суд присяжних дійшов висновку, що в системі не було достатньо заходів безпеки, щоб запобігти подібній аварії, і присудив родині загиблого компенсацію розміром $10 мільйонів. Цей випадок увійшов в історію як перша задокументована смерть людини від робота. У січні 1984 року розмір компенсації був підвищений до $15 мільйонів. Врешті-решт Litton Industries і родина Вільямса домовились на компенсацію, розмір якої не був розголошений, в обмін на те, що компанія Litton Industries не буде вимушена офіційно визнати свою недбалість.
Litton Industries вимагали відшкодування збитків від Ford Motor Company, оскільки Ford не відправив Вільямса на офіційне навчання до Litton Industries, а також дозволив Вільямсу піднятись на стелажі, не задіявши перед цим систему блокування. Оскільки Litton Industries вже виплатили компенсацію родині Вільямса, апеляційний суд штату Мічиган відмовив у позові, і пізніше це рішення було підтримано Верховним судом штату Мічиган.